# Уитни (город, Великобритания)
Уитни (англ. Witney) — город на реке Уиндраш, расположенный в 19 км к западу от Оксфорда, в английском графстве Оксфордшир, административный центр района Уэст-Оксфордшир.
Впервые упоминается в саксонской грамоте 969 года как Wyttannige, в Книге Страшного суда 1086 года записан как Witenie. Название означает «остров Витты (Witta)».
Город был известен со средних веков как центр производства шерстяных одеял вплоть до закрытия последних фабрик в начале XXI века.
Железнодорожное сообщение открыто в 1861 году и закрыто в 1970.
В городе имеются три музея, ряд архитектурных памятников, включая норманскую приходскую церковь Девы Марии и меркат-кросс XVI века.

## Музеи
В Уитни действуют три музея. Музей Cogges Manor Farm, расположенный в фермерской усадьбе 13-го века, цель которого донести информацию о фермерской жизни. В музее Witney and District Museum собраны артефакты и документы относящиеся к истории города. Музей Wychwood Brewery — старинная пивоварня.

## Города-побратимы
- Унтерхахинг, Германия
- Ле-Туке-Пари-Плаж, Франция

## Галерея

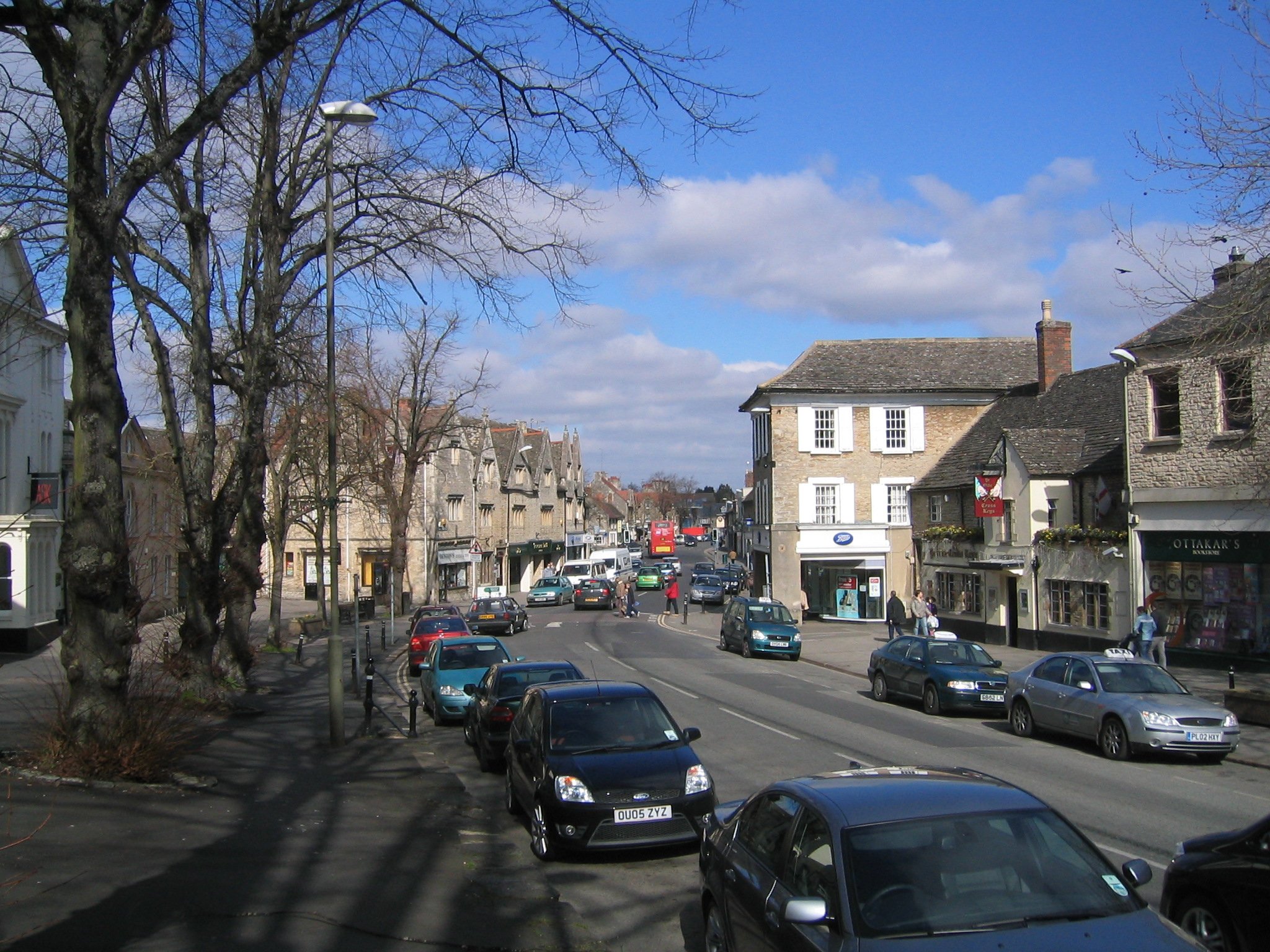
Улица High Street
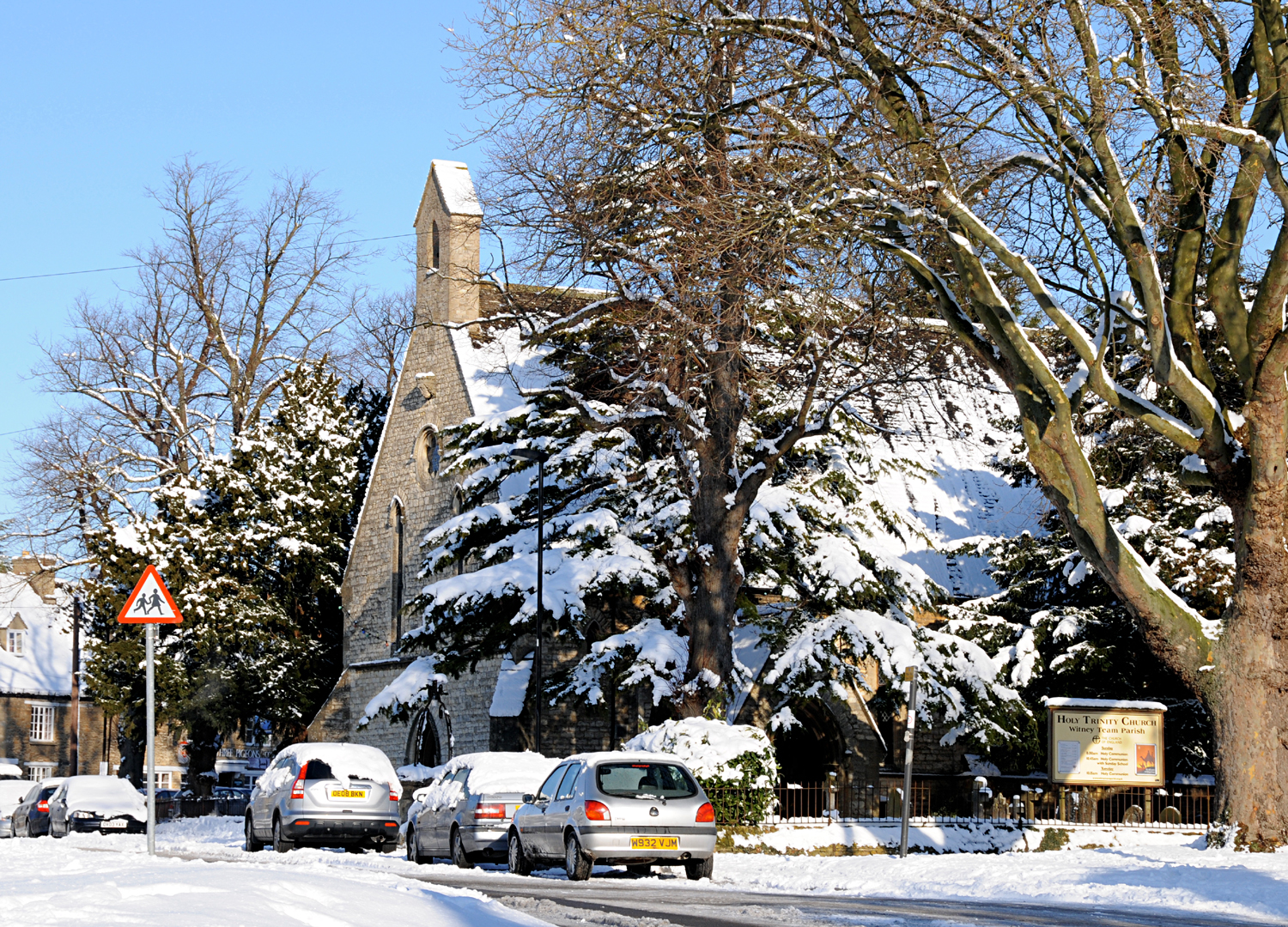
Церковь Святой Троицы
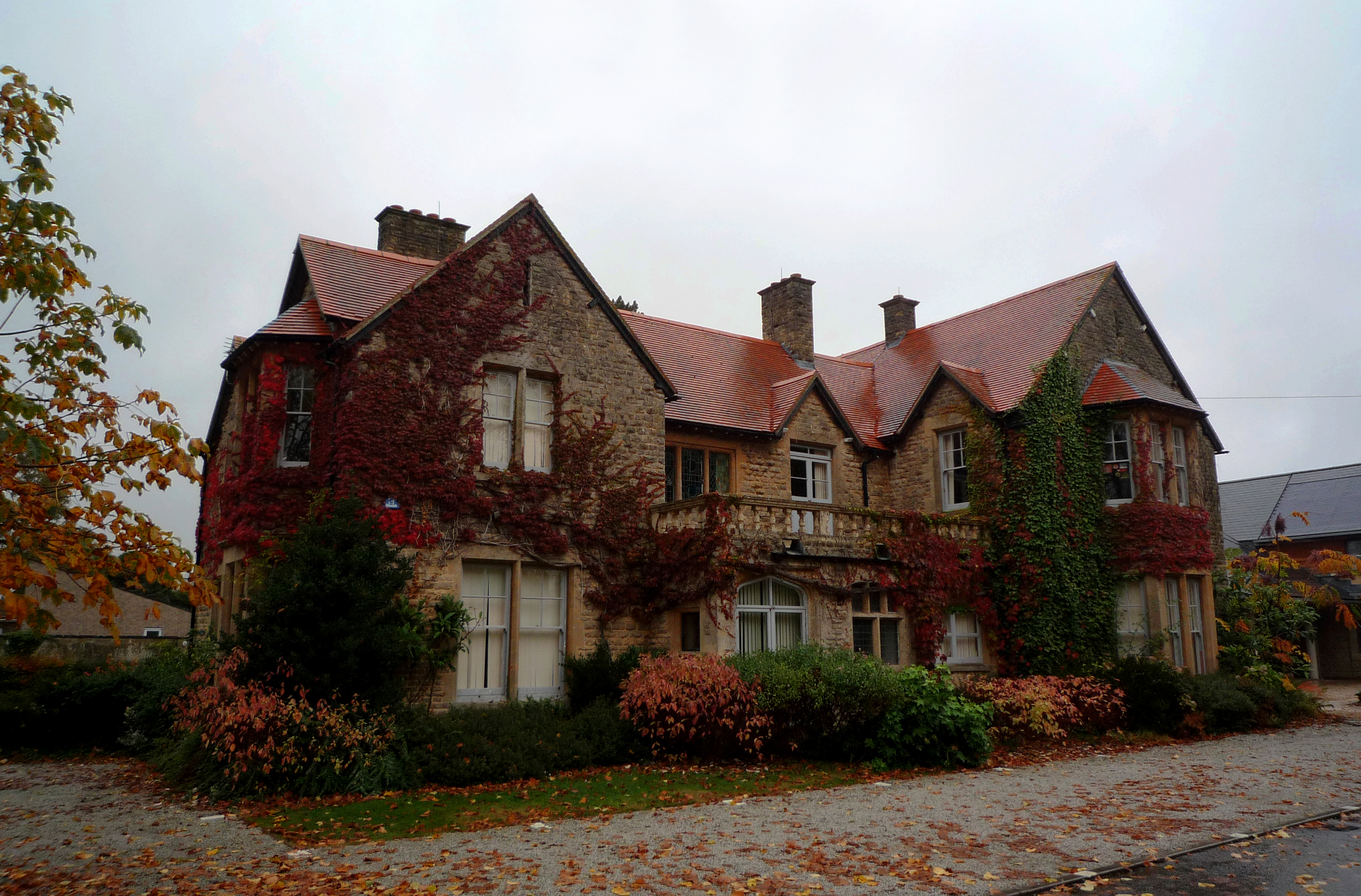
Здание районной администрации